# Entoloma subg. Nolanea
Entoloma subg. Nolanea ist eine Untergattung aus der Gattung der Rötlinge, die in die fünf Sektionen Canosericea, Endochromonema, Fernandae, Nolanea und Papillata sowie mehrere Untersektionen gegliedert ist. Aufgrund der Hutform der Fruchtkörper, die häufig einer Glocke ähnelt, werden die Arten dieser Gruppe auch Glöcklinge genannt.
Die Typusart ist der Tranige Glöckling (Entoloma hirtipes).

## Merkmale
Die Untergattung Nolanea ist sehr artenreich und vielfältig in ihrer Erscheinung. Die Fruchtkörper besitzen typischerweise den Habitus eines Helmlings (Mycena), seltener erinnern sie an einen Rübling (Collybia s. l.) oder Nabeling (Omphalina). Mikroskopisch ist Nolanea-Arten durch einen Tramaaufbau aus spindeligen und 200–300 Mikrometer langen Elementen der Pilzfäden (Hyphen) charakterisiert. Schnallen sind in der Regel selten und können nur in der Fruchtschicht (Hymenium) in größerer Zahl gefunden werden. Noch spärlicher treten sie in der Hutdeckschicht (Pileipellis) auf. Außerdem sind die Sporen nie quadratisch oder kreuzförmig wie in der Sektion Staurospora der Untergattung Inocephalus.

## Systematik

### SektionCanosericea
Diese Sektion scheint eine Brücke zur Untergattung Pouzarella zu bilden, insbesondere zur Sektion Versatilla mit ihrer differenzierten Cutis aus liegenden, intrazellulär und inkrustiert pigmentierten Hyphen sowie voluminösen, spindelförmigen Cheilozystiden. Im Gegensatz zur Sekt. Versatilia sind für gewöhnlich Schnallen vorhanden.
- Entoloma amicorum Noordeloos 1987
- Grauseidiger Rötling – Entoloma canosericeum (J.E. Lange 1940) Noordeloos 1982

### SektionEndochromonema
Der Name dieser Sektion bezieht sich auf die überwiegend intrazelluläre Pigmentierung in der Hutdeckschicht. Die artenreiche Sektion ist in mehrere Untersektionen gegliedert.

#### UntersektionCheilocystidiata
Der Hut hat eine glatte Oberfläche. Die Hutdeckschicht ist eine Cutis aus liegenden Hyphen und an den Lamellen kommen sterile Elemente vor (Cheilozystiden).
- Entoloma coprophilum Noordeloos & Doveri 2004
- Entoloma cryptocystidiatum Arnolds & Noordeloos 1979
- Entoloma globuliferum Noordeloos 1980 (beschrieben als globulifer)
- Entoloma langei Noordeloos & T. Borgen 1984
- Entoloma magnaltudinis Noordeloos & Senn-Irlet 1987
- Entoloma pratulense Noordeloos 1987
- Kleiner Papillen-Glöckling – Entoloma velenovskyi Noordeloos 1979

#### UntersektionEndochromonema

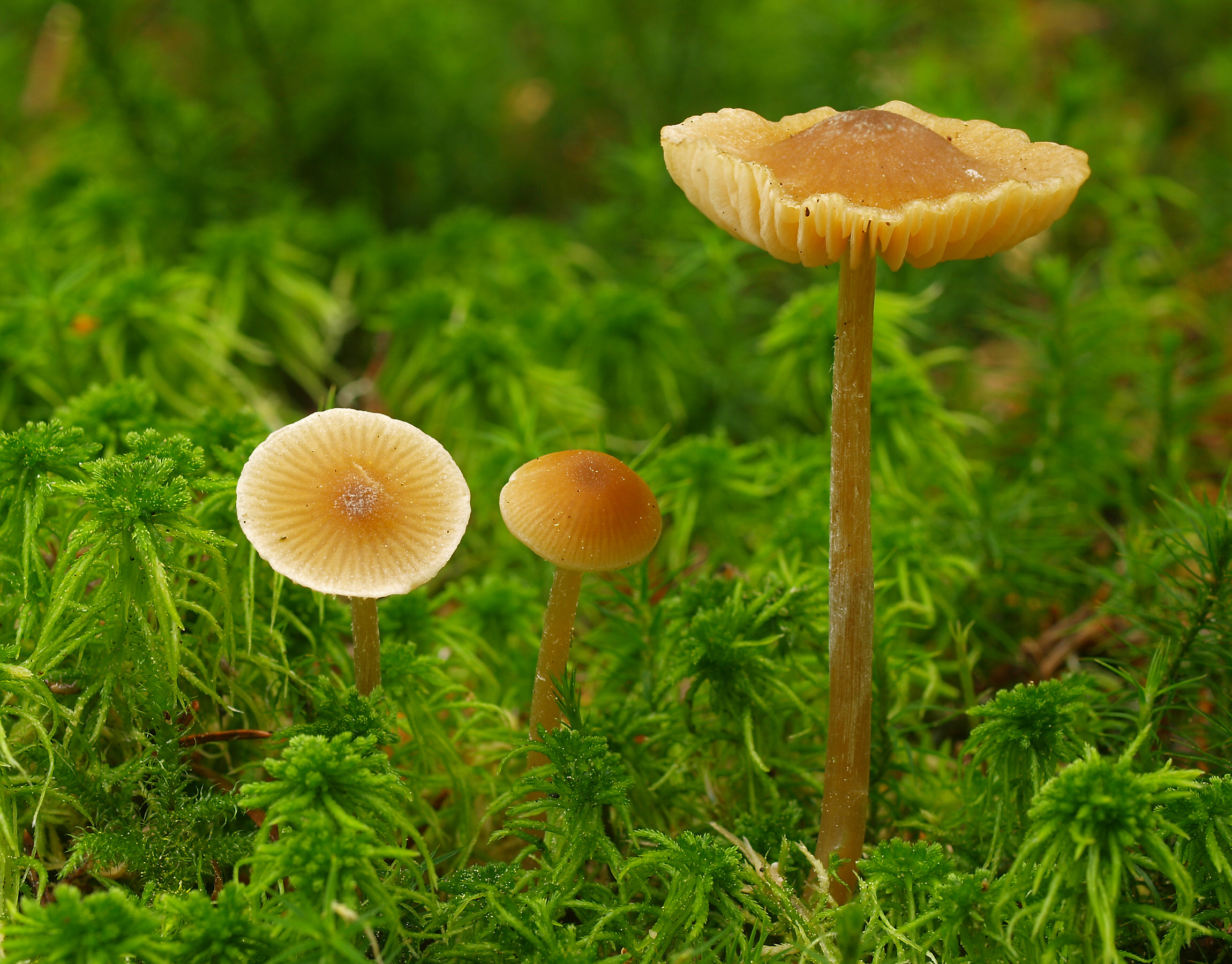
Lederschild-Glöckling
(Entoloma cetratum)

Der Hut ist ebenfalls glatt und die Hutdeckschicht eine Cutis. An den Lamellenschneiden kommen aber keine Zystiden vor. Der Stiel ist faserig-gestreift strukturiert.
- Sumpf-Rötling – Entoloma calthionis Arnolds & Noordeloos 1979
- Lederschild-Glöckling – Entoloma cetratum (Fries 1818 : Fries 1821) M.M. Moser 1978
- Keilförmiger Glöckling – Entoloma cuneatum (Bresadola 1887) M.M. Moser 1978
- Lebertran-Glöckling – Entoloma farinogustus Arnolds & Noordeloos 1979
- Wollstiel-Rötling – Entoloma lanuginosipes Noordeloos 1979
- Dunkler Glöckling – Entoloma occultopigmentatum Arnolds & Noordeloos 1979
  - Entoloma occultopigmentatum var. cystidiatum Hausknecht & Noordeloos 2004
- Verblassender Glöckling – Entoloma pallescens (P. Karsten 1879) Noordeloos 1979
- Knotigsporiger Glöckling – Entoloma pseudoconferendum Wölfel & Noordeloos 2004
- Entoloma pusillulum Noordeloos 1984
- Gelbfleischiger Glöckling – Entoloma testaceum (Bresadola 1887) Noordeloos 1987
  - Entoloma testaceum var. bavaricum Noordeloos & Wölfel 1987
- Breitblättriger Glöckling – Entoloma ventricosum Arnolds & Noordeloos 1979

#### UntersektionIcterina
Der Hut ist glatt und die Hutdeckschicht eine Cutis. Die Farben haben grün-gelbe Töne.
- Entoloma ambrosium (Quélet 1896) Noordeloos 1980
- Gelbgrüner Rötling – Entoloma chlorophyllum Noordeloos 1980
- Olivgrüner Glöckling – Entoloma olivaceostipitatum E. Ludwig & A.-S. Karlsson 2005
- Zitronengelber Glöckling – Entoloma pleopodium (De Candolle 1805 : Fries 1821) Noordeloos 1985

#### UntersektionInfularia
Der Hut ist glatt und die Huthaut eine Cutis. Cheilozystiden fehlen. Der Stiel hat eine polierte Oberfläche.
- Bischofsmützen-Glöckling – Entoloma infula (Fries 1836) Noordeloos 1980
  - Entoloma infula var. chlorinosum (Arnolds & Noordeloos 1979) Noordeloos 1992
- Hochsommer-Glöckling – Entoloma solstitiale (Fries 1838) Noordeloos 1980
- Prachtstiel-Glöckling – Entoloma verecundum (Fries 1836) Noordeloos 1980

### SektionFernandae
Die Sektion Fernandae  besteht aus einer kleinen Gruppe ziemlich ähnlicher Arten. Typisch ist eine Hutdeckschicht aus einer Cutis mit Übergang zu einem Trichoderm, bestehend aus schwach bis deutlich ausgeblasenen Endzellen mit einer charakteristischen Pigmentierung aus inkrustierten Wänden und dunklen intrazellulären Pigmentklumpen in den Hyphen. Die Querwände in den Pilzfäden sind schnallenlos. Sie wachsen für gewöhnlich auf kargem, bodensaurem Grasland, in Heiden und Nadelwäldern. Sie gelten als Brücke zur Untergattung Pouzarella.
- Säureholder Glöckling – Entoloma acidophilum Arnolds & Noordeloos 1979
- Entoloma argenteostriatum Arnolds & Noordeloos 1979
- Kaninchen-Glöckling – Entoloma cuniculorum Arnolds & Noordeloos 1979
- Rundsporiger Heide-Rötling – Entoloma defibulatum Arnolds & Noordeloos 1979
- Raustieliger Glöckling – Entoloma fernandae (Romagnesi 1936) Noordeloos 1979
  - Entoloma fernandae f. eccilioides Noordeloos 1980
- Entoloma kristiansenii Noordeloos 1987
- Gelbstieliger Glöckling – Entoloma xanthocaulon Arnolds & Noordeloos 1979

### SektionMammosa

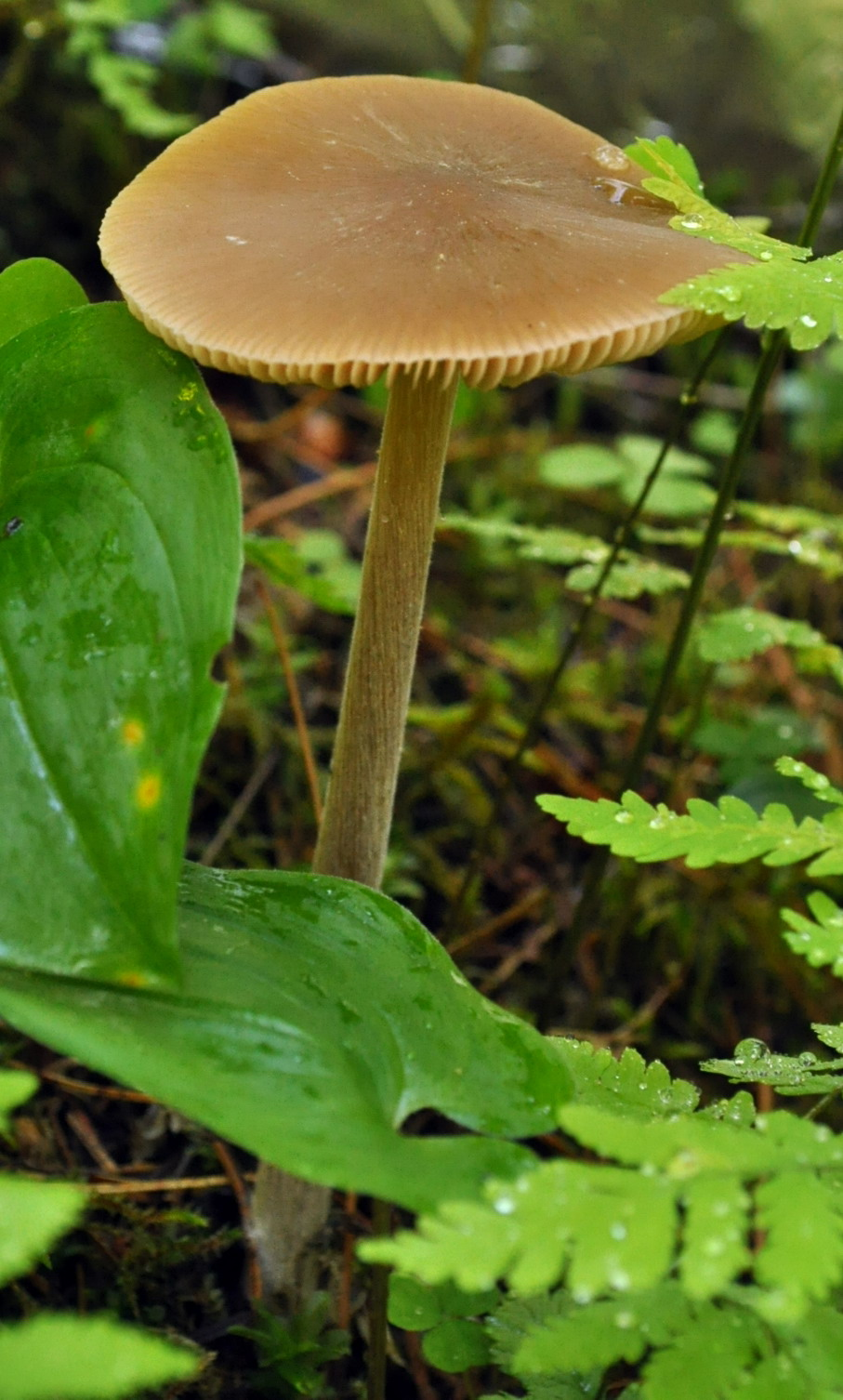
Traniger Glöckling
(Entoloma hirtipes)

Habitus schlank, normalerweise mit einem relativ langen Stiel. Die Lamellenschneiden sind für gewöhnlich steril und bestehen aus reichlich keulenförmigen bis (fast) kopfigen Cheilozystiden. Das Pigment ist intrazellulär und inkrustierend. Schnallen an den Hyphensepten sind vorhanden.
- Flaumstieliger Zitzen-Glöckling – Entoloma hebes (Romagnesi 1954) Trimbach 1981
- Traniger Glöckling – Entoloma hirtipes (Schumacher 1803 : Fries 1821) M.M. Moser 1978
- Kühners Glöckling – Entoloma kuehnerianum Noordeloos 1985
- Entoloma malenconii Vila & Llimona 2002
- Olivfarbener Zitzen-Glöckling – Entoloma olivaceohebes Hausknecht & Noordeloos 2000
- Entoloma palmense Wölfel, Noordeloos & Dähncke 2001

### SektionPapillata
Die Fruchtkörper der Sektion Papillata haben eine schlanke Form. Das Pigment in der Hutdeckschicht ist inkrustierend, manchmal in Kombination mit intrazellulärem Pigment. Zystiden sind in der Regel nicht vorhanden, Schnallen dagegen schon.

#### UntersektionCosmeoexonema

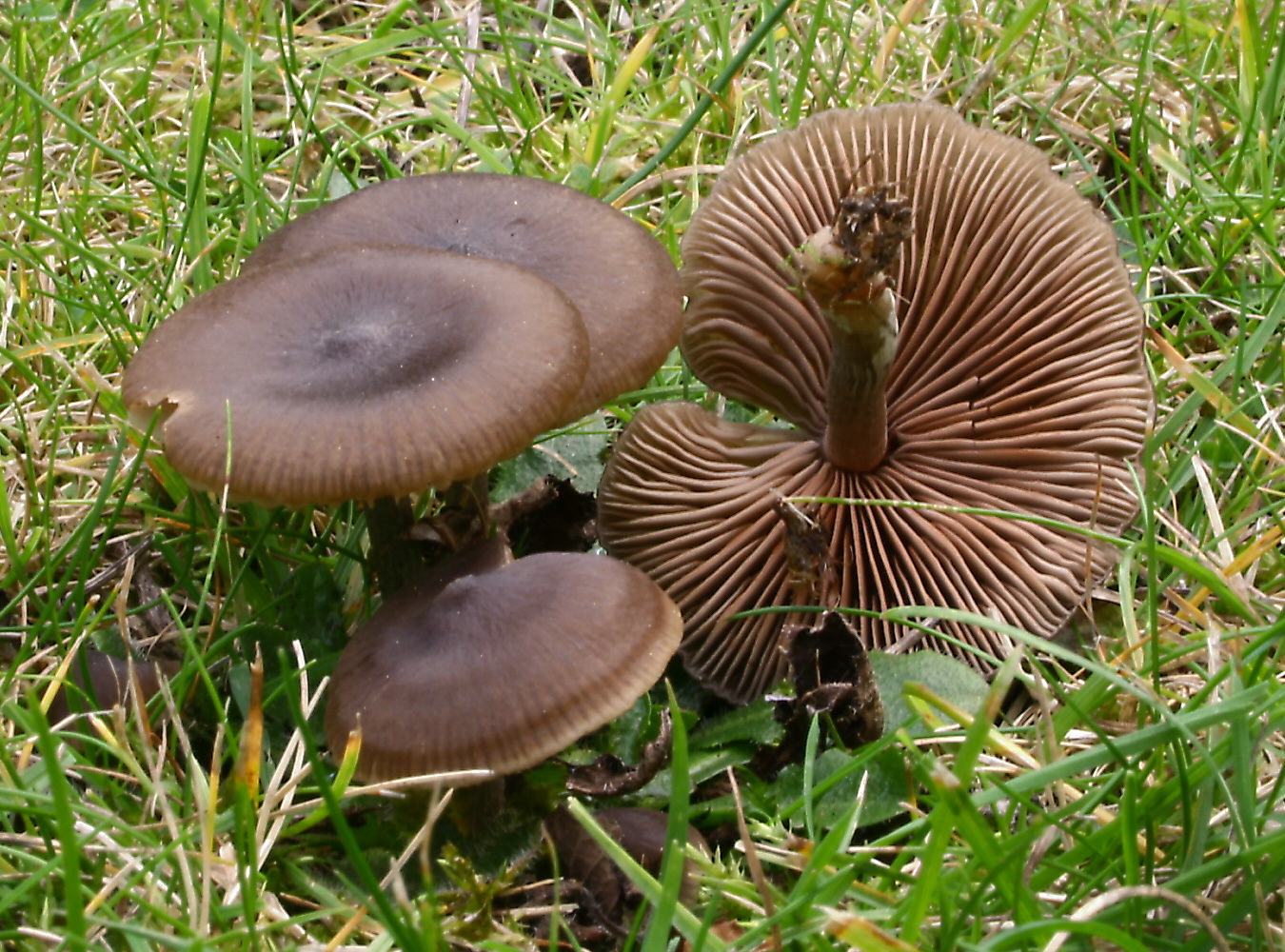
Seidiger Glöckling
(Entoloma sericeum)

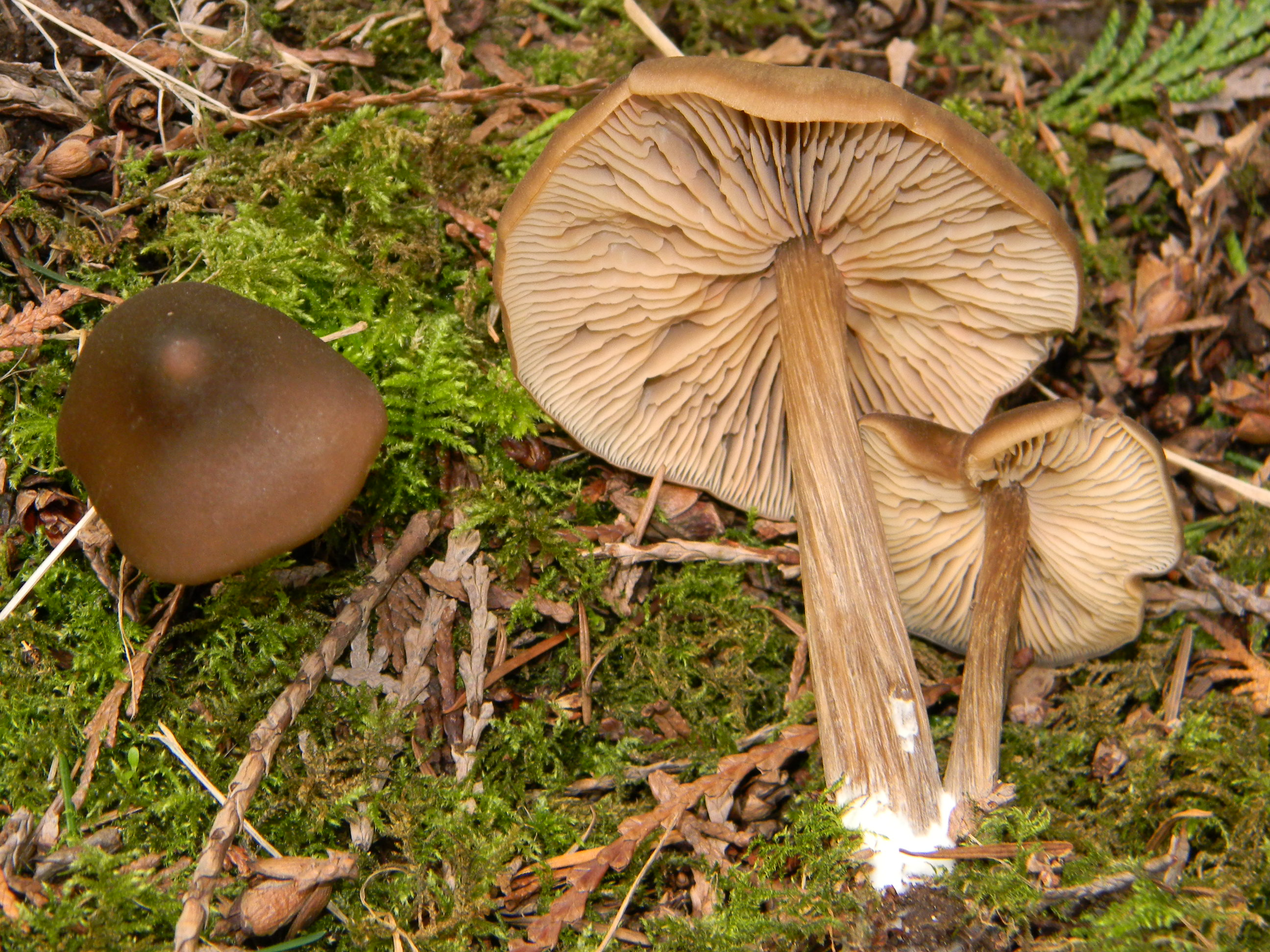
Frühlings-Gift-Rötling
(Entoloma vernum)

Das inkrustierende Pigment ist in der Hutdeckschicht häufig gröber, oft auch im Hutfleisch und in der Lamellentrama. Die Sporen sind iso- oder hetereodiametrisch.
- Fruchtbonbon-Glöckling – Entoloma ameides (Berkeley & Broome 1865) Quélet 1879
  - Entoloma ameides var. tenue Arnolds & Noordeloos 2004
- Süßlicher Rötling – Entoloma sacchariolens (Romagnesi 1974) Noordeloos 1980
- Seidiger Glöckling – Entoloma sericeum Quélet 1872
  - Entoloma sericeum var. cinereoopacum Noordeloos 1980
  - Entoloma sericeum var. minutisporum Vila & Llimona 2006
- Frühlings-Gift-Rötling – Entoloma vernum S. Lundell 1937
- Kopfzystiden-Glöckling – Entoloma tibiicystidiatum Arnolds & Noordeloos 1979
- Entoloma sphaerocystis Noordeloos 1980

#### UntersektionFibulata
Das Pigment ist deutlich inkrustierend und häufig gleichzeitig unter der Hutdeckschicht diffus intrazellular. Die Sporen sind iso- bis subisodiametrisch, der Quotient aus Länge und Breite liegt durchschnittlich zwischen 1,05 und 1,1.
- Entoloma atlanticum G. Tassi 2002
- Zipfelmützen-Glöckling – Entoloma cuspidiferum (Kühner & Romagnesi 1953) Noordeloos 1980
- Rundlichsporiger Glöckling – Entoloma juncinum (Kühner & Romagnesi 1954) Noordeloos 1979
- Seidigschimmernder Glöckling – Entoloma nitens (Velenovský 1921) Noordeloos 1979
- Königin-Beatrix-Rötling – Entoloma reginae Noordeloos & Chrispijn 1996

#### UntersektionMinuta
Die kleinen Fruchtkörper sind blass grau-braun oder fleischfarben-beige gefärbt. Das Pigment ist parietal und deutlich inkrustierend. Die Sporen sind subiso- bis heterodiametrisch.
- Großsporiger Zwerg-Glöckling – Entoloma favrei Noordeloos 1982
- Zarter Zwerg-Glöckling – Entoloma minutum (P. Karsten 1880) Noordeloos 1979
  - Entoloma minutum var. unipigmentatum E. Ludwig 2007
- Dunkler Zwerg-Glöckling – Entoloma tenellum (J. Favre 1948) Noordeloos 1979
- Dickblättriger Zwerg-Glöckling – Entoloma pygmaeopapillatum Arnolds & Winterhoff 1986

#### UntersektionPapillata
Die heterodiametrischen Sporen haben pro Aufsammlung einen Quotienten von mindestens 1,2 im Schnitt. Die Lamellen sind normalerweise grau oder braun getönt.
- Dickblättriger Glöckling – Entoloma clandestinum (Fries 1818 : Fries 1821) Noordeloos 1980
- Knorpeliger Glöckling – Entoloma kerocarpus Hausknecht & Noordeloos 1999
- Warzen-Glöckling – Entoloma papillatum (Bresadola 1887) Dennis 1953
  - Entoloma papillatum var. cystidiophorum Vila, Noordeloos & F. Caballero
- Glänzender Glöckling – Entoloma lucidum (P.D. Orton 1960) M.M. Moser 1978
- Entoloma sericeonitens (P.D. Orton 1960) Noordeloos 1980
- Entoloma proterum Noordeloos & Wölfel 1987
- Entoloma violaceovernum Noordeloos & Wölfel 1987
- Kleinsporiger Glöckling – Entoloma ortonii Arnolds & Noordeloos 1979